# Европско првенство у атлетици у дворани 2019 — 800 метара за жене
Такмичење у трчању на 800 метара у женској конкуренцији на Европском првенству у дворани 2019. у Глазгову одржано је 1., 2. и 3. марта у Емиратес арени.
Титулу освојену у Београду 2017. бранила је Селина Бихел из Швајцарске.

## Земље учеснице
Учествовало је 21 такмичарки из 15 земаља.
| 1. Белгија (1) 2. Ирска (1) 3. Летонија (1) 4. Литванија (1) 5. Луксембург (1) | 1. Норвешка (1) 2. Румунија (1) 3. Словачка (1) 4. Уједињено Краљевство (3) 5. Украјина (2) | 1. Финска (1) 2. Француска (2) 3. Швајцарска (2) 4. Шведска (1) 5. Шпанија (2) |

## Рекорди
| Рекорди пре почетка Европског првенства 2019. | Рекорди пре почетка Европског првенства 2019. | Рекорди пре почетка Европског првенства 2019. | Рекорди пре почетка Европског првенства 2019. | Рекорди пре почетка Европског првенства 2019. | Рекорди пре почетка Европског првенства 2019. |
| --------------------------------------------- | --------------------------------------------- | --------------------------------------------- | --------------------------------------------- | --------------------------------------------- | --------------------------------------------- |
| Светски рекорд                                | Јоланда Чеплак                                | Словенија                                     | 1:55,82                                       | Беч, Аустрија                                 | 10. фебруар 2008.                             |
| Европски рекорд                               | Јоланда Чеплак                                | Словенија                                     | 1:55,82                                       | Беч, Аустрија                                 | 10. фебруар 2008.                             |
| Рекорди европских првенстава                  | Јоланда Чеплак                                | Словенија                                     | 1:55,82                                       | Беч, Аустрија                                 | 10. фебруар 2008.                             |
| Најбољи светски резултат сезоне у дворани     | Аџи Вилсон                                    | Сједињене Државе                              | 1:58,60                                       | Њујорк, Сједињене Државе                      | 9. фебруар 2019.                              |
| Најбољи европски резултат сезоне у дворани    | Александра Гуљајева                           | Пољска                                        | 1:59,37                                       | Москва, Русија                                | 3. фебруар 2019.                              |

## Најбољи европски резултати у 2019. години
Десет најбољих европских такмичарки у трци на 800 метара у дворани 2019. године пре почетка првенства (1. марта 2019), имале су следећи пласман на европској и светској ранг листи. (СРЛ),
| 1.  | Александра Гуљајева   | Русија           | 1:59,37 | 3. фебруар  | 3. СРЛ  |
| 2.  | Лора Мјур             | Велика Британија | 1:59,50 | 6. фебруар  | 5. СРЛ  |
| 3.  | Софија Енауи          | Пољска           | 2:00,40 | 6. фебруар  | 9. СРЛ  |
| 4.  | Јекатерина Поистогова | Русија           | 2:00,59 | 11. фебруар | 10. СРЛ |
| 5.  | Селина Бихел          | Швајцарска       | 2:00,98 | 6. фебруар  | 11. СРЛ |
| 6.  | Клаудија Саундерс     | Француска        | 2:01,08 | 24. фебруар | 12. СРЛ |
| 7.  | Лига Велвере          | Летонија         | 2:01,10 | 12. фебруар | 13. СРЛ |
| 8.  | Шелајна Оскан-Кларк   | Велика Британија | 2:01,16 | 16. фебруар | 14. СРЛ |
| 9.  | Естер Гереро          | Шпанија          | 2:01,46 | 6. фебруар  | 16. СРЛ |
| 10. | Синтија Анес          | Француска        | 2:01,75 | 12. фебруар | 17. СРЛ |

Такмичарке чија су имена подебљана учествовале су на ЕП.

## Сатница
| Датум         | Време | Ниво          |
| ------------- | ----- | ------------- |
| 1. март 2019. | 11:10 | Квалификације |
| 2. март 2019. | 18:06 | Полуфинале    |
| 3. март 2019. | 19:18 | Финале        |

## Квалификациона норма
| дворана | отворено |
| ------- | -------- |
| 2:05,00 | 2:02,75  |

## Освајачи медаља
| Освајачи медаља      |             |             |  |  |  |  |
|                      |             |             |  |  |  |  |
|                      |             |             |  |  |  |  |
|                      |             |             |  |  |  |  |
| Шелајна Оскан-Кларк  | Ренел Ламот | Олга Љакова |  |  |  |  |
| Уједињено Краљевство | Француска   | Украјина    |  |  |  |  |

## Резултати

### Квалификације
У полуфинале пласирале су по 2 првопласиране из 4 квалификационе групе (КВ) и 4 на основу постигнутог резултата (кв).,
Почетак такмичења: група 1 у 11:10, група 2 у 11:18, група 3 у 11:26, група 4 у 11:34.
| Пласман | Група | Стаза | Атлетичарка             | Земља                | ЛР      | ЛРС     | Резултат | Белешка |
| ------- | ----- | ----- | ----------------------- | -------------------- | ------- | ------- | -------- | ------- |
| 1.      | 1     | 5     | Селина Бихел            | Швајцарска           | 2:00,18 | 2:00,98 | 2:02,02  | КВ      |
| 2.      | 1     | 6     | Аделе Трејси            | Уједињено Краљевство | 2:01,95 | 2:01,95 | 2:02,51  | КВ      |
| 3.      | 2     | 5     | Естер Гереро            | Шпанија              | 2:01,46 | 2:01,46 | 2:02,95  | КВ      |
| 4.      | 4     | 4     | Рене Ејкенс             | Белгија              | 2:02,15 | 2:02,15 | 2:03,07  | КВ      |
| 5.      | 1     | 3     | Зоја Наумов             | Шпанија              | 2:02,15 | 2:02,15 | 2:03,16  | кв      |
| 6.      | 2     | 4     | Ловиса Линд             | Шведска              | 2:01,37 | 2:02,70 | 2:03,38  | КВ      |
| 7.      | 4     | 5     | Шелајна Оскан-Кларк     | Уједињено Краљевство | 1:59,81 | 2:01,16 | 2:03,50  | КВ      |
| 8.      | 4     | 6     | Ренел Ламот             | Француска            | 2:01,97 | 2:02,00 | 2:03,54  | кв      |
| 9.      | 2     | 6     | Мари Смит               | Уједињено Краљевство | 2:02,34 | 2:02,34 | 2:03,77  | кв      |
| 10.     | 2     | 3     | Олга Љакова             | Украјина             | 2:00,92 | 2:03,19 | 2:04,22  | кв      |
| 11.     | 1     | 4     | Сара Куивисто           | Финска               | 2:04,20 | 2:04,20 | 2:04,24  |         |
| 12.     | 1     | 2     | Шарлин Матијас          | Луксембург           | 2:04,32 | 2:04,72 | 2:04,73  |         |
| 13.     | 4     | 3     | Егле Балчиунаите        | Литванија            | 2:01,23 | 2:04,71 | 2:05,06  |         |
| 14.     | 3     | 6     | Лига Велвере            | Летонија             | 2:01,10 | 2:01,10 | 2:05,37  | КВ      |
| 15.     | 3     | 3     | Бјанка Разор            | Румунија             | 2:04,98 | 2:04,98 | 2:05,55  | КВ      |
| 16.     | 3     | 4     | Хеда Хине               | Норвешка             | 2:01,55 | 2:03,45 | 2:05,73  |         |
| 17.     | 4     | 2     | Тетјана Петљук          | Украјина             | 1:58,67 | 2:04,71 | 2:05,84  |         |
| 18.     | 3     | 5     | Síofra Cléirigh Büttner | Ирска                | 2:02,46 | 2:03,30 | 2:06,00  |         |
| 19.     | 3     | 2     | Делиа Склабас           | Швајцарска           | 2:05,02 | 2:05,02 | 2:06,07  |         |
| 20.     | 3     | 1     | Александра Штукова      | Словачка             | 2:04,46 | 2:05,15 | 2:06,58  |         |
| 21.     | 2     | 2     | Шарлот Пизо             | Француска            | 2:04,97 | 2:04,97 | 2:06,93  |         |

Подебљани лични рекорди су и национални рекорди земље коју такмичарка представља

### Полуфинале
Такмичење је одржано 2. марта 2019. године. У финале пласирале су се по 3 првопласиране из 2 полуфиналне групе(КВ).,
Почетак такмичења: група 1 у 18:06, група 2 у 18:14.
| Пласман | Група | Стаза | Атлетичарка         | Земља                | Резултат | Белешка |
| ------- | ----- | ----- | ------------------- | -------------------- | -------- | ------- |
| 1.      | 1     | 5     | Естер Гереро        | Шпанија              | 2:02,43  | КВ      |
| 2.      | 1     | 3     | Рене Ејкенс         | Белгија              | 2:02,85  | КВ      |
| 3.      | 1     | 2     | Мари Смит           | Уједињено Краљевство | 2:02,93  | КВ      |
| 4.      | 2     | 4     | Ренел Ламот         | Француска            | 2:02,94  | КВ      |
| 5.      | 1     | 6     | Селина Бихел        | Швајцарска           | 2:02,98  |         |
| 6.      | 2     | 6     | Шелајна Оскан-Кларк | Уједињено Краљевство | 2:03,11  | КВ      |
| 7.      | 1     | 4     | Аделе Трејси        | Уједињено Краљевство | 2:03,26  |         |
| 8.      | 2     | 2     | Олга Љакова         | Украјина             | 2:03,60  | КВ      |
| 9.      | 1     | 1     | Бјанка Разор        | Румунија             | 2:03,65  | ЛР      |
| 10.     | 2     | 5     | Лига Велвере        | Летонија             | 2:04,06  |         |
| 11.     | 2     | 3     | Зоја Наумов         | Шпанија              | 2:04,50  |         |
| 12.     | 2     | 1     | Ловиса Линд         | Шведска              | 2:04,54  |         |

### Финале
Такмичење је одржано 3. марта 2019. године у 19:18.
| Пласман | Стаза | Атлетичарка         | Земља                | Резултат | Белешка |
| ------- | ----- | ------------------- | -------------------- | -------- | ------- |
|         | 5     | Шелајна Оскан-Кларк | Уједињено Краљевство | 2:02,58  |         |
|         | 4     | Ренел Ламот         | Француска            | 2:03,00  |         |
|         | 2     | Олга Љакова         | Украјина             | 2:03,24  |         |
| 4.      | 3     | Рене Ејкенс         | Белгија              | 2:03,32  |         |
| 5.      | 1     | Мари Смит           | Уједињено Краљевство | 2:03,45  |         |
| 6.      | 6     | Естер Гереро        | Шпанија              | 2:04,07  |         |